# Heavy (álbum de Bin-Jip)
Heavy es el segundo álbum de estudio de Bin-Jip.

## Lista de canciones
| N.º | Título                | Duración |  |
| 1.  | «Enjoy the Rest»      | 4:15     |  |
| 2.  | «Heavy»               | 3:58     |  |
| 3.  | «Gin with Lime»       | 5:52     |  |
| 4.  | «Toss and Turn»       | 3:18     |  |
| 5.  | «Vicky»               | 5:16     |  |
| 6.  | «Fig Peel»            | 3:59     |  |
| 7.  | «Flimsy»              | 4:13     |  |
| 8.  | «Stitches»            | 3:40     |  |
| 9.  | «Ploy»                | 4:35     |  |
| 10. | «Uncle»               | 5:54     |  |
| 11. | «Noway Boy»           | 7:00     |  |
| 12. | «Dinner with a Demon» | 5:08     |  |

## Créditos
- Harcsa Veronika – voz
- Bálint Gyémánt - guitarra
- Józsa András - productor y DJ